# Maayke Heuver
Maayke Heuver (* 26. Juli 1990 in Vriezeveen) ist eine ehemalige niederländische Fußballspielerin.

## Karriere

### Vereine
Heuver begann für die in ihrem Geburtsort in der Provinz Overijssel ansässige Voetbalvereninging "D.O.S. 1937" mit dem Fußballspielen. Im weiteren Verlauf und bis zu ihrem Alter von 18 Jahren gehörte sie der Jugendabteilung des FC Twente Enschede an. Zur Saison 2008/09 rückte sie in die erste Mannschaft auf und kam bis zum Saisonende 2011/12 und in der Saison 2015/16 in der Eredivisie, der höchsten Spielklasse im niederländischen Frauenfußball, zum Einsatz. Ihr erstes von 24 Saisonspielen gab sie zum Saisonstart am 21. August 2008 bei der 1:2-Niederlage im Auswärtsspiel gegen den FC Utrecht. Ihr erstes von drei Saisontoren erzielte sie am 9. Oktober 2008 (6. Spieltag) beim 3:2-Sieg im Auswärtsspiel gegen ADO Den Haag mit dem Treffer zum 2:2 in der 54. Minute. Von 2012 bis 2015 spielte sie in der BeNe League aus der sie mit ihrer Mannschaft 2013 und 2014 als Sieger hervorgegangen war. In der Eredivisie bestritt sie 98 Punktspiele, in denen sie 25 Tore erzielte; in der BeNe-League erzielte sie 20 Tore in 55 Punktspielen. Auf internationaler Vereinsebene kam sie bei ihren vier Teilnahmen an der Champions-League in insgesamt neun Spielen zum Einsatz; am weitesten kam sie mit ihrer Mannschaft 2015/16 mit dem Ausscheiden nach zwei 0:1-Niederlagen gegen den FC Barcelona.

### Nationalmannschaft
Für die A-Nationalmannschaft bestritt sie in vier Jahren 17 Länderspiele. Sie gab ihr Debüt am 15. Februar 2012 bei der 1:2-Niederlage gegen die Nationalmannschaft Frankreichs in Nîmes. Mit der Mannschaft nahm sie anschließend am Turnier um den Zypern-Cup 2012 teil und wurde in allen drei Spielen der Gruppe B sowie im Spiel um Platz 7 am 6. März in Achna gegen die Nationalmannschaft Neuseelands eingesetzt; das Spiel wurde erst im Elfmeterschießen mit 4:2 gewonnen. Ihr erstes von zwei A-Länderspieltoren erzielte am 5. April 2012 in Venlo beim 3:1-Sieg über die Nationalmannschaft Sloweniens mit dem Treffer zum 1:0 in der achten Minute im sechsten Spiel der EM-Qualifikationsgruppe 6. Ihr zweites EM-Qualifikationsspiel wurde im nächsten am 17. Juni 2012 in Salford mit 0:1 gegen die Nationalmannschaft Englands verloren. Vor und nach diesem Spiel kam sie in drei in Freundschaft ausgetragenen Länderspielen zum Einsatz (2:0 vs. Nordkorea am 6. Juni in Hoenderloo, 1:2 vs. Schweden am 15. September in Göteborg, 2:0 vs. Wales am 25. November in Velsen). In den Jahren 2013 und 2014 bestritt sie jeweils drei Länderspiele; zwei im Turnier um den Zypern-Cup 2013 und das zweite Spiel der WM-Qualifikationsgruppe 5, das am 26. Oktober in Maia mit 7:0 gegen die Nationalmannschaft Portugals gewonnen wurde sowie drei im Turnier um den Zypern-Cup 2014. Beim 4:1-Sieg über die Schweizer Nationalmannschaft am 12. März im Spiel um Platz 9 in Larnaka erzielte sie mit dem Treffer zum Endstand in der Nachspielzeit ihr zweites A-Länderspieltor. Zu ihrem letzten A-Länderspiel kam sie am 17. September 2015 in Doetinchem beim 8:0-Sieg im Freundschaftsspiel gegen die Belarussische Nationalmannschaft. Sie gehörte dem Kader für die vom 10. bis zum 28. Juli 2013 in Schweden ausgetragene Europameisterschaft an, wurde im Turnierverlauf nicht eingesetzt.

## Erfolge
- Niederländischer Meister 2011, 2016
- Niederländischer Pokalsieger 2015
- BeNe-League-Sieger 2013, 2014